# Leichtathletik-Weltmeisterschaften 2003/800 m der Männer

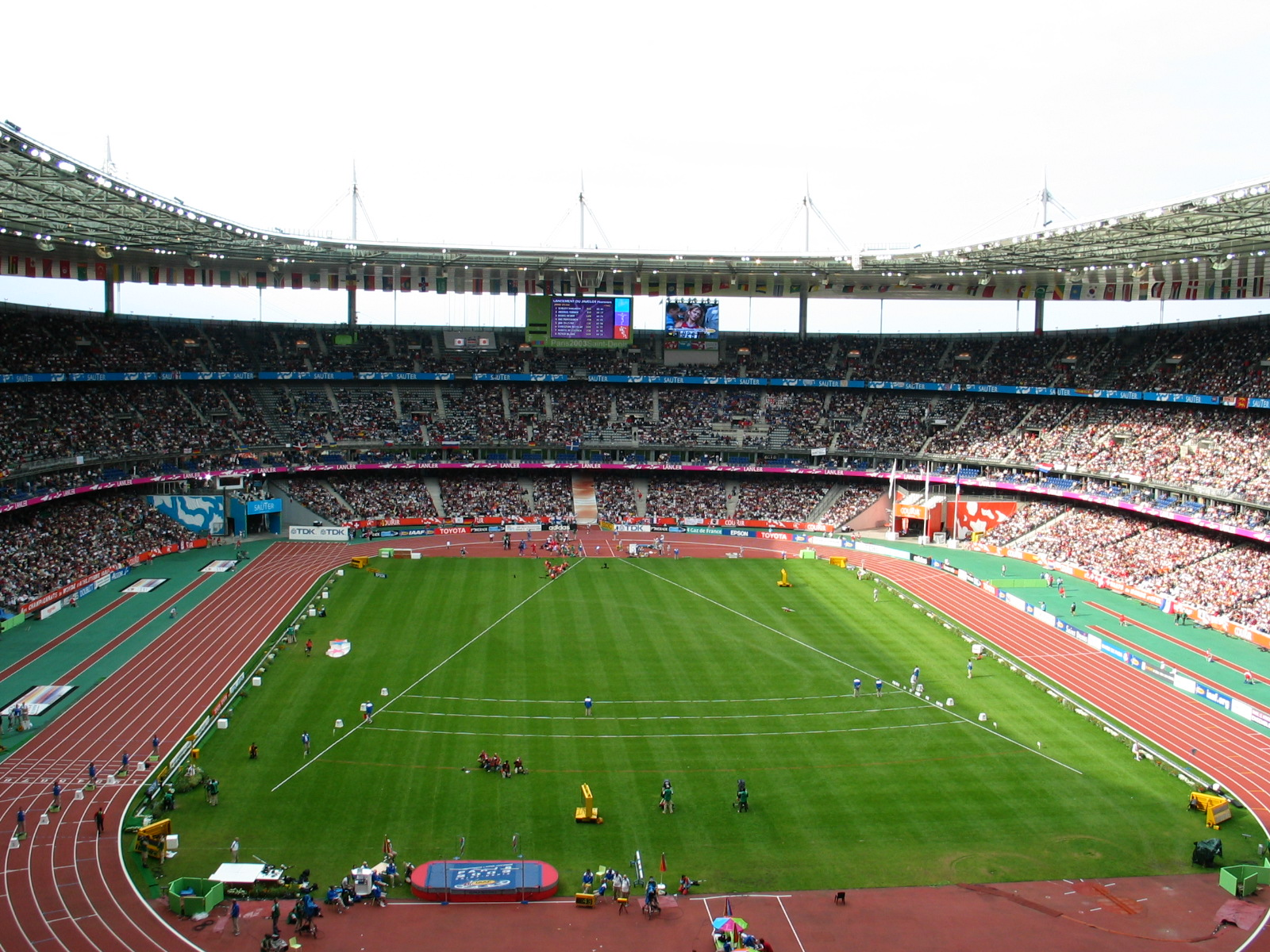
Stade de France in Paris/Saint-Denis am Schlusstag der Leichtathletik-Weltmeisterschaften

Der 800-Meter-Lauf der Männer bei den Leichtathletik-Weltmeisterschaften 2003 wurde vom 28. bis 31. August 2003 im Stade de France der französischen Stadt Saint-Denis unmittelbar bei Paris ausgetragen.
Weltmeister wurde der zweifache algerische Afrikameister (2000/2002) Djabir Saïd-Guerni, der bei den Olympischen Spielen 2000 und den Weltmeisterschaften 1999 jeweils Bronze gewonnen hatte. Silber ging an den Russen Juri Borsakowski, der bei den letztjährigen Europameisterschaften Zweiter mit der 4-mal-400-Meter-Staffel seines Landes geworden war. Auf den dritten Platz kam der Südafrikaner Mbulaeni Mulaudzi, zweifacher Medaillengewinner bei den Afrikameisterschaften (2000: Silber / 2002: Bronze).

## Bestehende Rekorde
| Weltrekord               | 1:41,11 min | Wilson Kipketer  | Köln, Deutschland       | 24. August 1997   |
| Weltmeisterschaftsrekord | 1:43,06 min | Billy Konchellah | WM 1987 in Rom, Italien | 1. September 1987 |

Der bestehende WM-Rekord wurde bei diesen Weltmeisterschaften nicht eingestellt und nicht verbessert.
Es wurden zwei Landesrekorde aufgestellt:
- 1:48,10 min – Jasmin Salihovic (Bosnien und Herzegowina), 4. Vorlauf am 28. August
- 1:46,48 min – Mohammed al-Salhi (Saudi-Arabien), 8. Vorlauf am 28. August

## Vorrunde
Die Vorrunde wurde in acht Läufen durchgeführt. Die ersten beiden Athleten pro Lauf – hellblau unterlegt – sowie die darüber hinaus acht zeitschnellsten Läufer – hellgrün unterlegt – qualifizierten sich für das Halbfinale.

### Vorlauf 1
28. August 2003, 20:35 Uhr
| Platz | Name                   | Nation         | Zeit (min) |
| ----- | ---------------------- | -------------- | ---------- |
| 1     | Florent Lacasse        | Frankreich     | 1:47,21    |
| 2     | Justus Koech           | Kenia          | 1:47,39    |
| 3     | Ricky Soos             | Großbritannien | 1:47,80    |
| 4     | Dmitri Bogdanow        | Russland       | 1:48,36    |
| 5     | Jean-Patrick Nduwimana | Burundi        | 1:48,40    |
| 6     | Mindaugas Norbutas     | Litauen        | 1:48,44    |
| 7     | Badwan Jaddoueh        | Syrien         | 1:48,89    |

### Vorlauf 2
28. August 2003, 20:41 Uhr
| Platz | Name               | Nation      | Zeit (min) |
| ----- | ------------------ | ----------- | ---------- |
| 1     | Berhanu Alemu      | Äthiopien   | 1:45,63    |
| 2     | René Herms         | Deutschland | 1:45,71    |
| 3     | Osmar dos Santos   | Brasilien   | 1:45,72    |
| 4     | David Krummenacker | USA         | 1:45,84    |
| 5     | Nicholas Wachira   | Kenia       | 1:45,86    |
| 6     | João Pires         | Portugal    | 1:46,66    |
| 7     | Jimmy Anak Ahar    | Brunei      | 1:57,86    |
| 8     | Dominic Carroll    | Gibraltar   | 2:00,53    |

### Vorlauf 3
28. August 2003, 20:47 Uhr

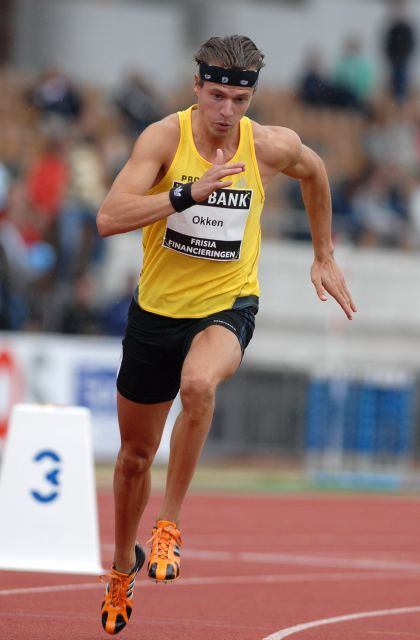
Arnoud Okken wurde Fünfter seines Vorlaufs und schied damit aus

In diesem Rennen wurde Khadevis Robinson durch Mouhssin Chehibi behindert. Chehibi wurde disqualifiziert und Robinson durfte in der nächsten Runde als zusätzlicher Teilnehmer starten, obwohl er sich weder über seine Platzierung noch über die Zeitregel dafür qualifiziert hatte.
| Platz | Name                  | Nation      | Zeit (min)                            |
| ----- | --------------------- | ----------- | ------------------------------------- |
| 1     | Mbulaeni Mulaudzi     | Südafrika   | 1:47,62                               |
| 2     | Ehsan Mohajer Shojaei | Iran        | 1:47,80                               |
| 3     | Khadevis Robinson     | USA         | 1:47,85 für das Halbfinale zugelassen |
| 4     | Achraf Tadili         | Kanada      | 1:47,88                               |
| 5     | Arnoud Okken          | Niederlande | 1:48,15                               |
| 6     | Tom Omey              | Belgien     | 1:48,93                               |
| DSQ   | Mouhssin Chehibi      | Marokko     | IAAF Rule 163.2 – Behinderung         |

### Vorlauf 4

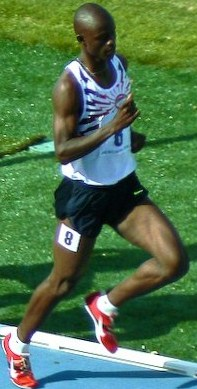
Abdoulaye Wagne verpasste das Halbfinale nur um einen Rang bzw. drei Hundertstelsekunden
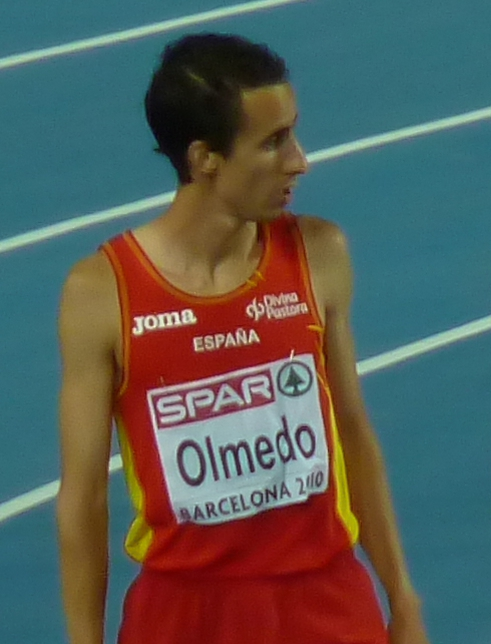
Manuel Olmedo scheiterte als Vierter seines Vorlaufs in der Vorrunde

28. August 2003, 20:53 Uhr
| Platz | Name             | Nation                  | Zeit (min) |
| ----- | ---------------- | ----------------------- | ---------- |
| 1     | Japheth Kimutai  | Kenia                   | 1:47,54    |
| 2     | Kris McCarthy    | Australien              | 1:47,61    |
| 3     | Abdoulaye Wagne  | Senegal                 | 1:47,64    |
| 4     | Manuel Olmedo    | Spanien                 | 1:47,98    |
| 5     | Jasmin Salihovic | Bosnien und Herzegowina | 1:48,10 NR |
| 6     | Graham Davidson  | Südafrika               | 1:48,16    |
| 7     | Otukile Lekote   | Botswana                | 1:48,33    |

### Vorlauf 5
28. August 2003, 20:59 Uhr
| Platz | Name                 | Nation      | Zeit (min)                       |
| ----- | -------------------- | ----------- | -------------------------------- |
| 1     | Khalid Tighazouine   | Marokko     | 1:46,01                          |
| 2     | Bram Som             | Niederlande | 1:46,11                          |
| 3     | Antonio Manuel Reina | Spanien     | 1:46,45                          |
| 4     | Glody Dube           | Botswana    | 1:46,68                          |
| 5     | Arthémon Hatungimana | Burundi     | 1:47,74                          |
| DSQ   | Fred Thegu           | Salomonen   | IAAF Rule 163.3 – Bahnübertreten |
| DSQ   | Samuel Burley        | USA         | IAAF Rule 163.3 – Bahnübertreten |

### Vorlauf 6

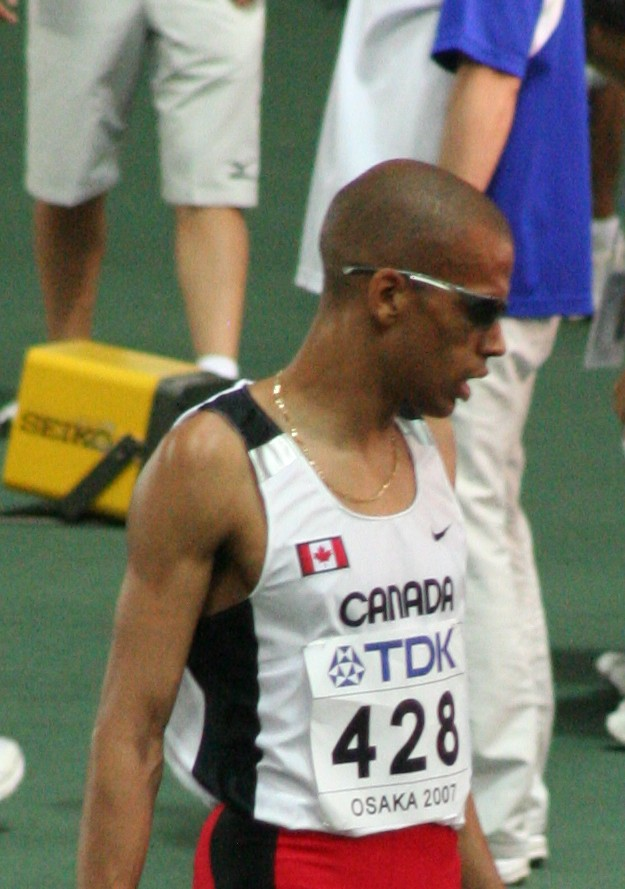
Gary Reed fehlte eine Hundertstelsekunde, um sich über die Platzierungsregel für das Halbfinale zu qualifizieren
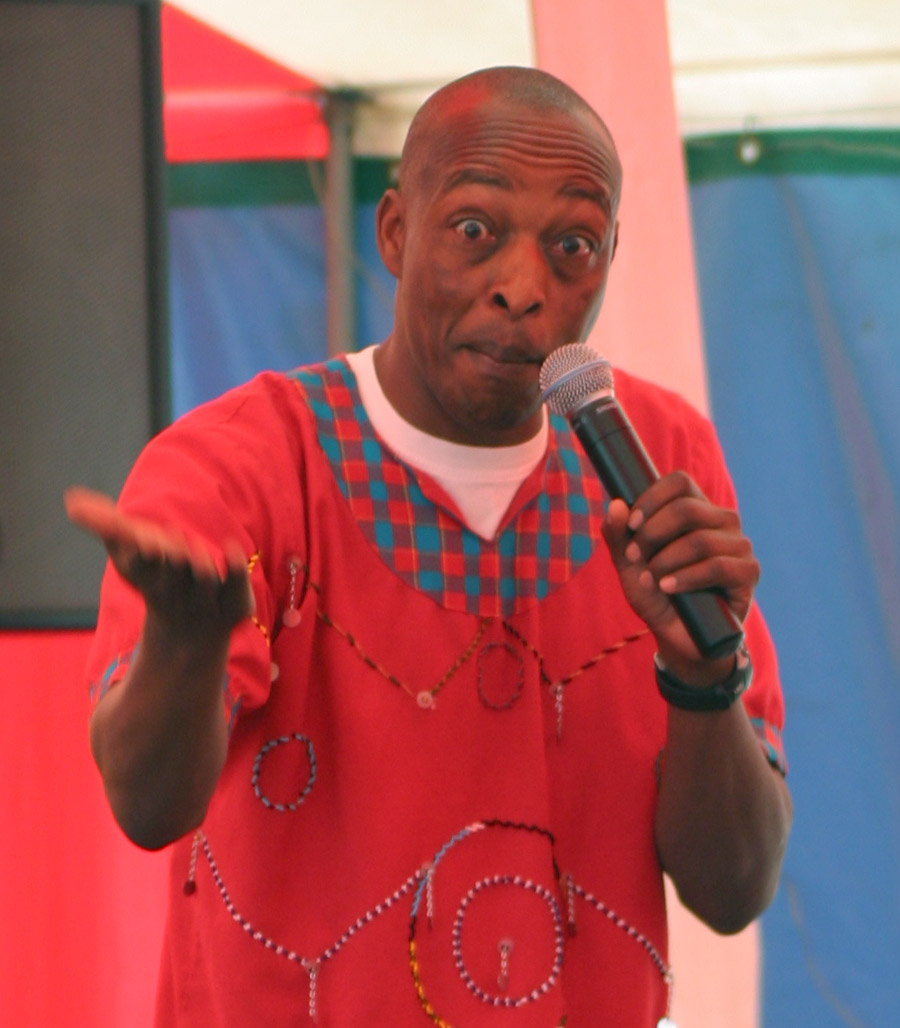
Wilson Kirwa – Rang fünf im sechsten Vorlauf und damit ausgeschieden

28. August 2003, 21:05 Uhr
| Platz | Name                         | Nation    | Zeit (min) |
| ----- | ---------------------------- | --------- | ---------- |
| 1     | André Bucher                 | Schweiz   | 1:48,61    |
| 2     | Wilson Kipketer              | Dänemark  | 1:48,68    |
| 3     | Gary Reed                    | Kanada    | 1:48,69    |
| 4     | Adam Abdu Adam Ali           | Katar     | 1:48,87    |
| 5     | Wilson Kirwa                 | Finnland  | 1:49,74    |
| 6     | Abdel Salam Salem Al Dabaije | Palästina | 1:51,68    |
| 7     | Mohamed Amir                 | Malediven | 2:06,25    |
| DNS   | Iwan Heschko                 | Ukraine   |            |

### Vorlauf 7

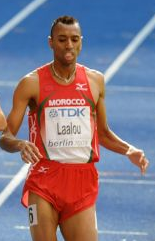
Amine Laalou erreichte als Vierter seines Vorlaufs nicht die nächste Runde
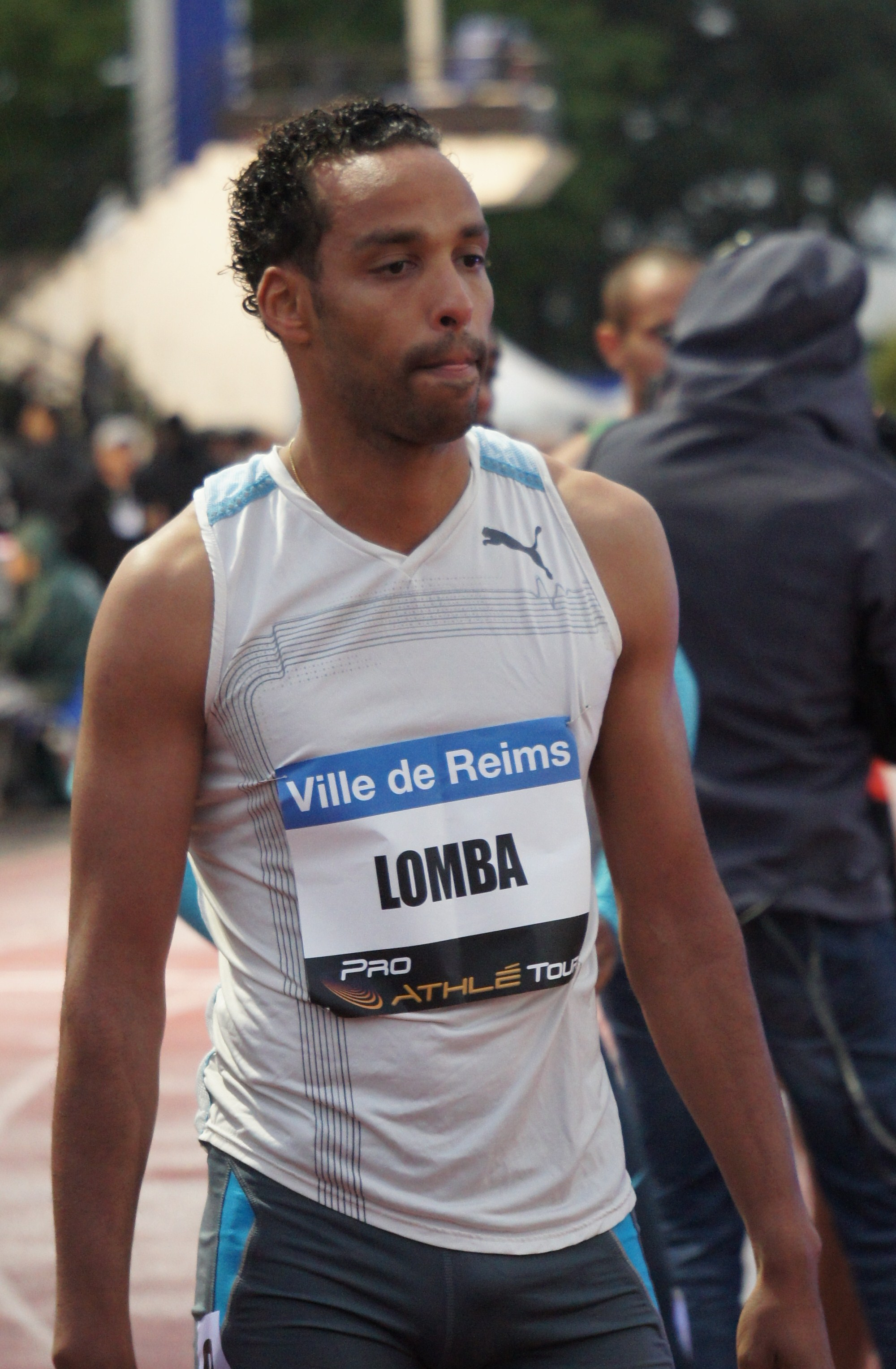
Jimmy Lomba belegte Rang sechs in seinem Vorlauf, was nicht zum Weiterkommen reichte

28. August 2003, 21:11 Uhr
| Platz | Name             | Nation     | Zeit (min) |
| ----- | ---------------- | ---------- | ---------- |
| 1     | Andrea Longo     | Italien    | 1:46,26    |
| 2     | Juri Borsakowski | Russland   | 1:46,44    |
| 3     | Joeri Jansen     | Belgien    | 1:46,68    |
| 4     | Amine Laalou     | Marokko    | 1:46,75    |
| 5     | Rachid Khouia    | Brunei     | 1:47,43    |
| 6     | Jimmy Lomba      | Frankreich | 1:48,15    |
| 7     | David Fiegen     | Luxemburg  | 1:48,80    |

### Vorlauf 8
28. August 2003, 21:11 Uhr
| Platz | Name                | Nation        | Zeit (min) |
| ----- | ------------------- | ------------- | ---------- |
| 1     | Djabir Saïd-Guerni  | Algerien      | 1:46,06    |
| 2     | Hezekiél Sepeng     | Südafrika     | 1:46,09    |
| 3     | Mohammed al-Salhi   | Saudi-Arabien | 1:46,48 NR |
| 4     | Ismail Ahmed Ismail | Sudan         | 1:46,48    |
| 5     | Rizak Dirshe        | Schweden      | 1:49,23    |
| 6     | Mahamadou Ibrahim   | Niger         | 1:55,21    |
| DNF   | Nicolas Aïssat      | Frankreich    |            |

## Halbfinale
In den drei Halbfinalläufen qualifizierten sich die jeweils ersten beiden Athleten – hellblau unterlegt – sowie die darüber hinaus zwei zeitschnellsten Läufer – hellgrün unterlegt – für das Finale.
Da sich wegen des aufgrund seiner Behinderung zusätzlich für das Halbfinale zugelassenen Athleten aus dem dritten Vorlauf insgesamt 25 Teilnehmer für das Halbfinale qualifiziert hatten, starteten im ersten Halbfinalrennen neun und nicht wie sonst üblich acht Läufer.

### Halbfinallauf 1

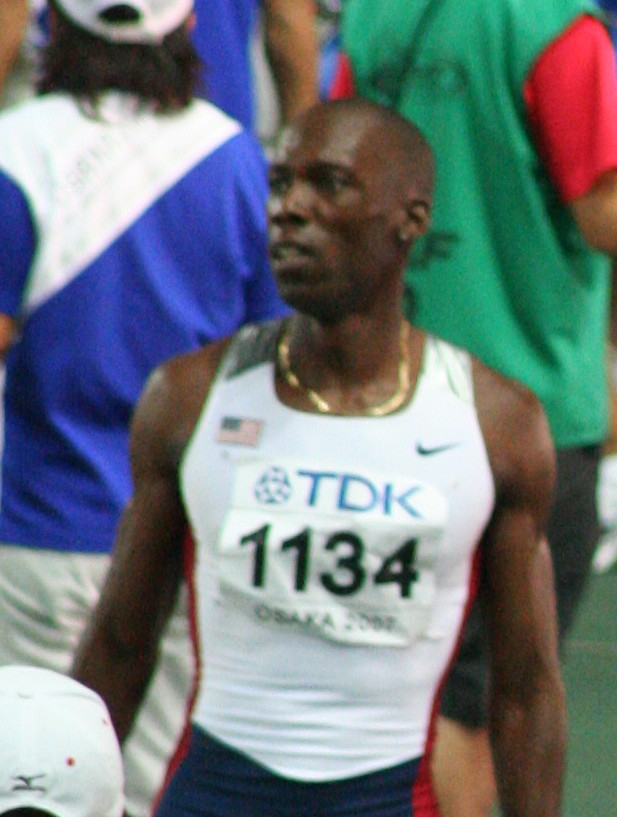
Khadevis Robinson – nach einer Behinderung zum Halbfinale zugelassen und hier ausgeschieden

29. August 2003, 20:40 Uhr
| Platz | Name               | Nation        | Zeit (min) |
| ----- | ------------------ | ------------- | ---------- |
| 1     | Juri Borsakowski   | Russland      | 1:45,31    |
| 2     | Wilson Kipketer    | Dänemark      | 1:45,50    |
| 3     | Justus Koech       | Kenia         | 1:46,04    |
| 4     | Osmar dos Santos   | Brasilien     | 1:46,07    |
| 5     | Khalid Tighazouine | Marokko       | 1:46,83    |
| 6     | Mohammed al-Salhi  | Saudi-Arabien | 1:47,25    |
| 7     | João Pires         | Portugal      | 1:49,19    |
| 8     | Khadevis Robinson  | USA           | 1:50,60    |
| DNF   | Nicholas Wachira   | Kenia         |            |

### Halbfinallauf 2

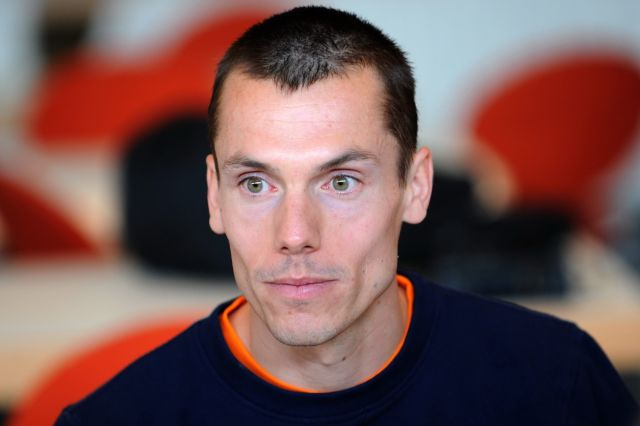
Bram Som erreichte als Vierter seines Halbfinalrennens nicht den Endlauf
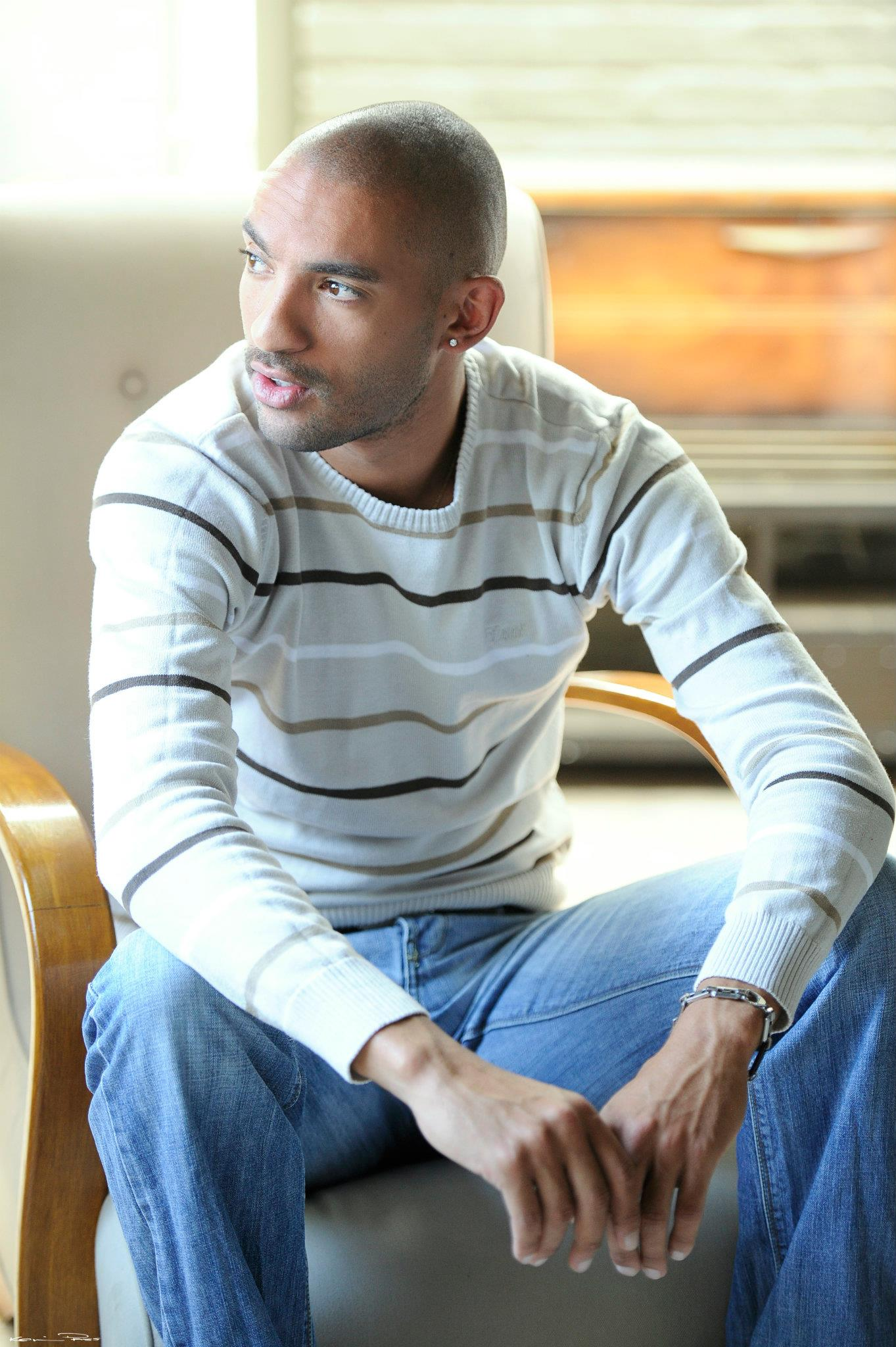
Florent Lacasse belegte Rang sechs in seinem Halbfinale und schied damit aus

29. August 2003, 20:46 Uhr
| Platz | Name                  | Nation      | Zeit (min) |
| ----- | --------------------- | ----------- | ---------- |
| 1     | Mbulaeni Mulaudzi     | Südafrika   | 1:46,31    |
| 2     | Djabir Saïd-Guerni    | Algerien    | 1:46,36    |
| 3     | Berhanu Alemu         | Äthiopien   | 1:46,40    |
| 4     | Bram Som              | Niederlande | 1:46,63    |
| 5     | André Bucher          | Schweiz     | 1:46,67    |
| 6     | Florent Lacasse       | Frankreich  | 1:46,89    |
| 7     | Kris McCarthy         | Australien  | 1:47,64    |
| 8     | Ehsan Mohajer Shojaei | Iran        | 1:47,71    |

### Halbfinallauf 3

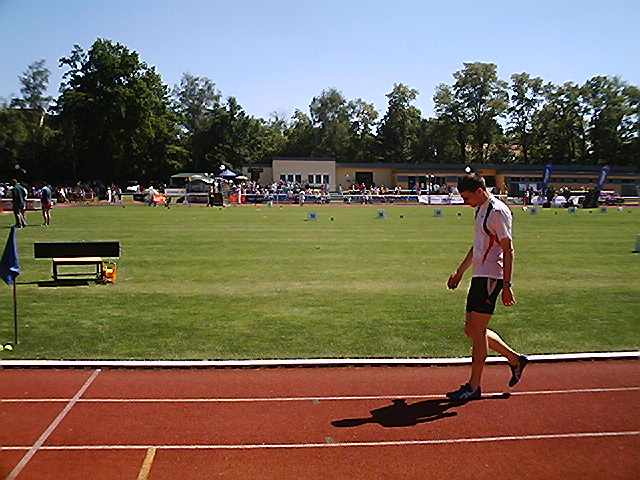
René Herms erreichte das Halbfinale, in dem er auf Rang fünf seines Rennens ausschied

29. August 2003, 20:52 Uhr
| Platz | Name                 | Nation      | Zeit (min) |
| ----- | -------------------- | ----------- | ---------- |
| 1     | Andrea Longo         | Italien     | 1:46,26    |
| 2     | Hezekiél Sepeng      | Südafrika   | 1:46,43    |
| 3     | Antonio Manuel Reina | Spanien     | 1:46,72    |
| 4     | Joeri Jansen         | Belgien     | 1:46,78    |
| 5     | René Herms           | Deutschland | 1:46,88    |
| 6     | David Krummenacker   | USA         | 1:47,25    |
| 7     | Japheth Kimutai      | Kenia       | 1:47,53    |
| 8     | Glody Dube           | Botswana    | 1:48,69    |

## Finale
31. August 2003, 17:30 Uhr
| Platz | Name               | Nation    | Zeit (min) |
| ----- | ------------------ | --------- | ---------- |
| 1     | Djabir Saïd-Guerni | Algerien  | 1:44,81    |
| 2     | Juri Borsakowski   | Russland  | 1:44,88    |
| 3     | Mbulaeni Mulaudzi  | Südafrika | 1:44,90    |
| 4     | Wilson Kipketer    | Dänemark  | 1:45,23    |
| 5     | Andrea Longo       | Italien   | 1:45,43    |
| 6     | Justus Koech       | Kenia     | 1:45,63    |
| 7     | Hezekiél Sepeng    | Südafrika | 1:45,74    |
| 8     | Osmar dos Santos   | Brasilien | 1:46,28    |

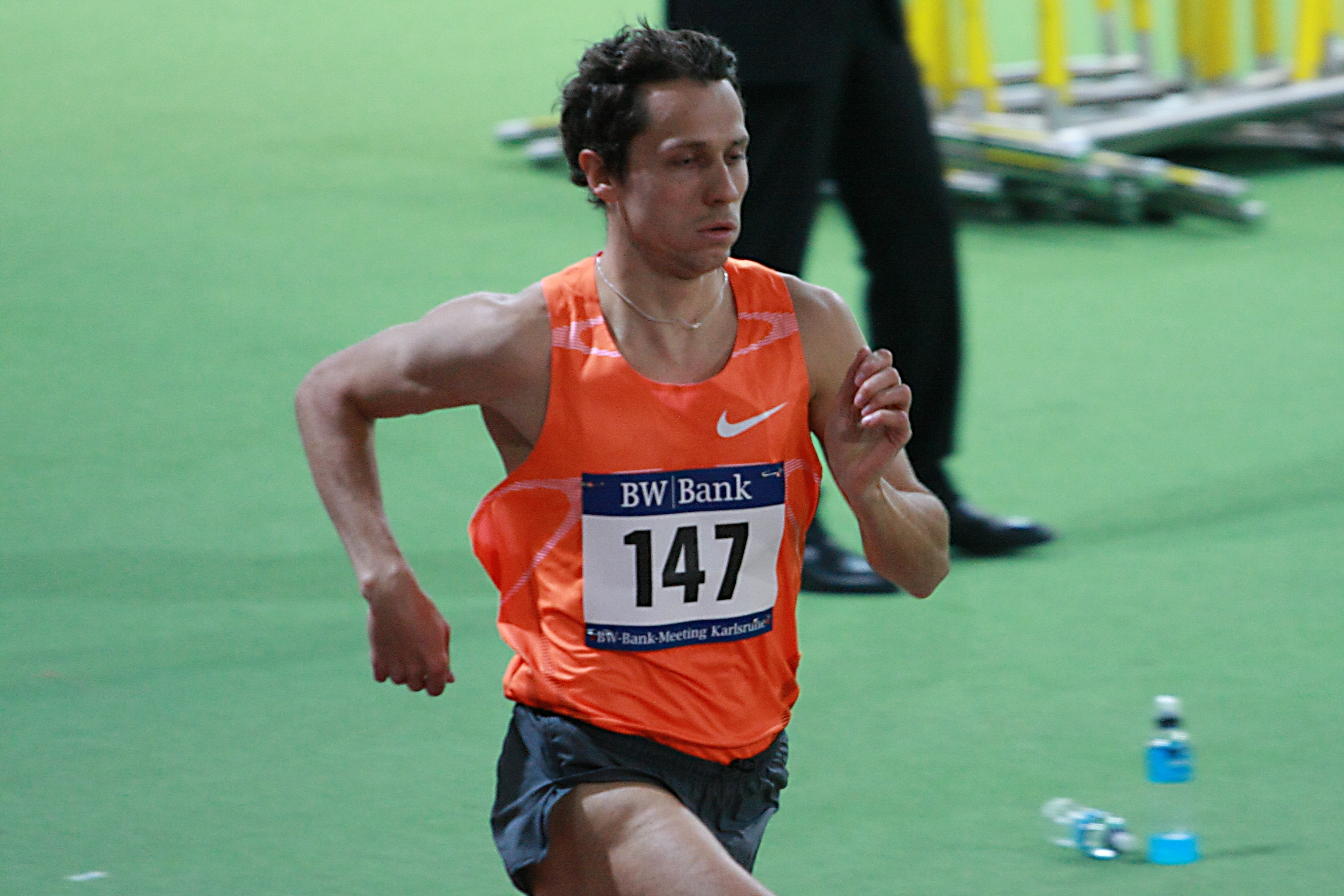
Juri Borsakowski gewann als Vizeweltmeister hier seine erste Einzelmedaille bei einer großen internationalen Meisterschaft

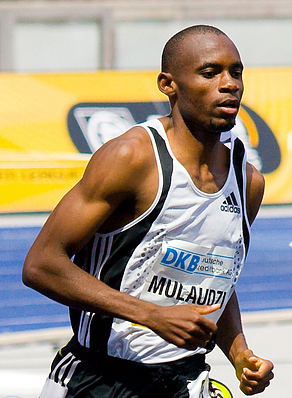
Bronzemedaillengewinner Mbulaeni Mulaudzi war mit Silber 2000 und Bronze 2002 zweifacher Medaillengewinner bei den Afrikameisterschaften
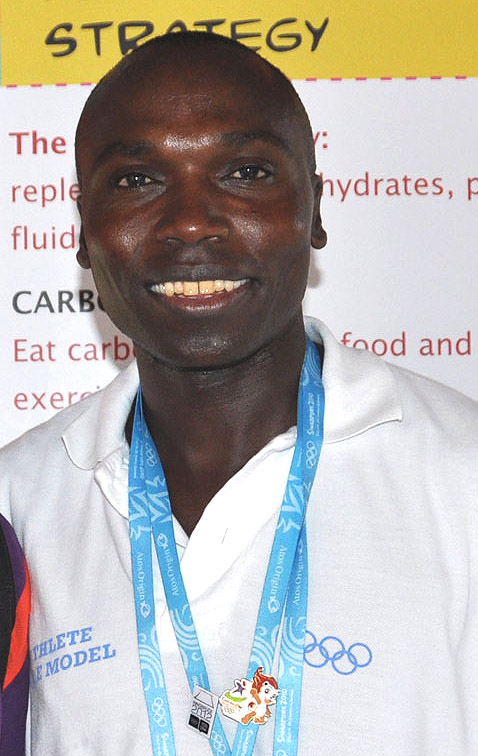
Wilson Kipketer, dreifacher Weltmeister (1995 bis 1997), 2000 Olympiazweiter und amtierender Europameister, belegte Rang vier
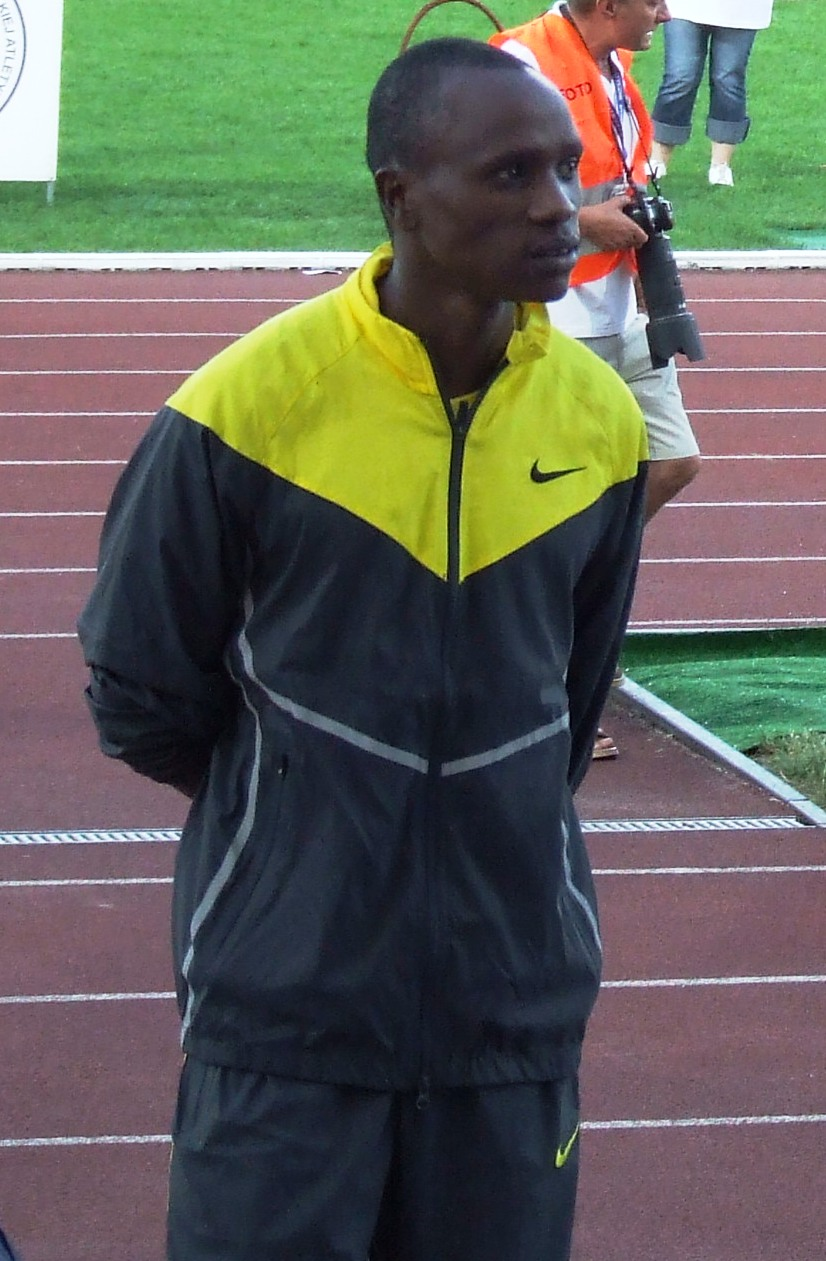
Der sechstplatzierte Justus Koech

## Video
- 2003 World Championships Men's 800 Metres, Video veröffentlicht am 20. Dezember 2011 auf youtube.com, abgerufen am 2. September 2020